# Temporada 2000-01 del València CF
El València CF va tornar a disputar la final de la Lliga de Campions. Als quarts de final van eliminar l'Arsenal amb un gol tardà de John Carew, desfent-se del Leeds United amb una victòria per 3-0 al partit de tornada a Estadi de Mestalla, després d'un empat sense gols a l'anada. El València es va concertir en un dels pocs equips en disputar dos finals consecutives de la màxima competició continental, que disputarien contra el Bayern de Múnic.
A la coneguda com final dels penals, el València s'avançà per mitjà del capità Gaizka Mendieta, que va marcar un penal en el minut 3 de partit. Cinc minuts després Mehmet Scholl va disparar un penal per al Bayern, que Santiago Cañizares va salvar. Tanmateix, Stefan Effenberg empataria el partit amb un segon penal. En acabar la pròrroga sense que ningú marcara cap altre gol, s'arribà a una tanda de penals on finalment s'imposaren els bavaresos.
Després del partit el València CF va caure en la desorientació, classificant-se per a la Copa de la UEFA en acabar cinqué en lliga després d'un partit contra el FC Barcelona perdut per una xilena de Rivaldo al minut 89, on ambdós equips es jugaven la quarta plaça, i per tant, la classificació a Lliga de Campions per a la temporada següent.
En acabar la temporada el capità Gaizka Mendieta va ser venut a la SS Lazio en un traspàs de rècord per a l'entitat. El president Pedro Cortés va complir la seua paraula i va dimitir just abans que es formalitzara el traspàs. L'entrenador Héctor Cúper va anar-se'n a l'Inter, el que portà a una esperpèntica recerca d'entrenador on l'elegit va ser un aleshores desconegut Rafa Benítez, de qui, pel nom, un membre del consell d'administració s'arribà a preguntar, en clau d'humor, si es tractava d'un torero.

## Equip

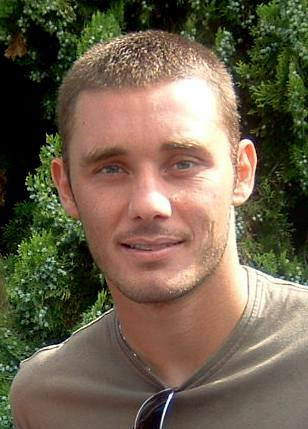
Fábio Aurélio Rodrigues va fitxar pel València aquella temporada.

Jugadors a final de temporada
| N. | Pos. | Nac. | Jugador             |
| -- | ---- | --- | ------------------- |
| 1  | POR  | [[Fitxer:Flag of Spain.svg\|23x15px\|border \|alt=Espanya\|link=Selecció de futbol d'Espanya\|{{#if:\|]]                                                                          | Santiago Cañizares  |
| 2  | DEF  | [[Fitxer:Flag of Argentina.svg\|23x15px\|border \|alt=Argentina\|link=Selecció de futbol de l'Argentina\|{{#if:\|]]                                                               | Mauricio Pellegrino |
| 3  | DEF  | [[Fitxer:Flag of Sweden.svg\|23x15px\|border \|alt=Suècia\|link=Selecció de futbol de Suècia\|{{#if:\|]]                                                                          | Joachim Björklund   |
| 4  | MIG  | [[Fitxer:Flag of France (1794–1815, 1830–1974).svg\|23x15px\|border \|alt=França\|link=Selecció de futbol de França\|{{#if:\|]]                                                   | Didier Deschamps    |
| 5  | DEF  | [[Fitxer:Flag of Serbia and Montenegro; Flag of Yugoslavia (1992–2003).svg\|23x15px\|border \|alt=Sèrbia i Montenegro\|link=Selecció de futbol de Sèrbia i Montenegro\|{{#if:\|]] | Miroslav Đukić      |
| 6  | MIG  | [[Fitxer:Flag of Spain.svg\|23x15px\|border \|alt=Espanya\|link=Selecció de futbol d'Espanya\|{{#if:\|]]                                                                          | Gaizka Mendieta     |
| 7  | DAV  | [[Fitxer:Flag of Norway.svg\|23x15px\|border \|alt=Noruega\|link=Selecció de futbol de Noruega\|{{#if:\|]]                                                                        | John Carew          |
| 8  | DAV  | [[Fitxer:Flag of Slovenia.svg\|23x15px\|border \|alt=Eslovènia\|link=Selecció de futbol d'Eslovènia\|{{#if:\|]]                                                                   | Zlatko Zahovic      |
| 9  | DAV  | [[Fitxer:Flag of Uruguay.svg\|23x15px\|border \|alt=Uruguai\|link=Selecció de futbol de l'Uruguai\|{{#if:\|]]                                                                     | Diego Martín Alonso |
| 10 | MIG  | [[Fitxer:Flag of Spain.svg\|23x15px\|border \|alt=Espanya\|link=Selecció de futbol d'Espanya\|{{#if:\|]]                                                                          | Angulo              |
| 11 | DAV  | [[Fitxer:Flag of Romania.svg\|23x15px\|border \|alt=Romania\|link=Selecció de futbol de Romania\|{{#if:\|]]                                                                       | Adrian Ilie         |
| 12 | DEF  | [[Fitxer:Flag of Argentina.svg\|23x15px\|border \|alt=Argentina\|link=Selecció de futbol de l'Argentina\|{{#if:\|]]                                                               | Fabián Ayala        |
| 14 | MIG  | [[Fitxer:Flag of Spain.svg\|23x15px\|border \|alt=Espanya\|link=Selecció de futbol d'Espanya\|{{#if:\|]]                                                                          | Vicente             |
| 15 | DEF  | [[Fitxer:Flag of Italy.svg\|23x15px\|border \|alt=Itàlia\|link=Selecció de futbol d'Itàlia\|{{#if:\|]]                                                                            | Amedeo Carboni      |

| N. | Pos. | Nac. | Jugador         |
| -- | ---- | --- | --------------- |
| 16 | DEF  | [[Fitxer:Flag of Brazil.svg\|23x15px\|border \|alt=Brasil\|link=Selecció de futbol del Brasil\|{{#if:\|]]                       | Fábio Aurélio   |
| 17 | DAV  | [[Fitxer:Flag of Spain.svg\|23x15px\|border \|alt=Espanya\|link=Selecció de futbol d'Espanya\|{{#if:\|]]                        | Juan Sánchez    |
| 18 | DAV  | [[Fitxer:Flag of Argentina.svg\|23x15px\|border \|alt=Argentina\|link=Selecció de futbol de l'Argentina\|{{#if:\|]]             | Kily González   |
| 19 | MIG  | [[Fitxer:Flag of Spain.svg\|23x15px\|border \|alt=Espanya\|link=Selecció de futbol d'Espanya\|{{#if:\|]]                        | Rubén Baraja    |
| 20 | DEF  | [[Fitxer:Flag of France (1794–1815, 1830–1974).svg\|23x15px\|border \|alt=França\|link=Selecció de futbol de França\|{{#if:\|]] | Jocelyn Angloma |
| 21 | MIG  | [[Fitxer:Flag of Spain.svg\|23x15px\|border \|alt=Espanya\|link=Selecció de futbol d'Espanya\|{{#if:\|]]                        | Luis Milla      |
| 22 | MIG  | [[Fitxer:Flag of Argentina.svg\|23x15px\|border \|alt=Argentina\|link=Selecció de futbol de l'Argentina\|{{#if:\|]]             | Pablo Aimar     |
| 23 | MIG  | [[Fitxer:Flag of Spain.svg\|23x15px\|border \|alt=Espanya\|link=Selecció de futbol d'Espanya\|{{#if:\|]]                        | David Albelda   |
| 25 | POR  | [[Fitxer:Flag of Spain.svg\|23x15px\|border \|alt=Espanya\|link=Selecció de futbol d'Espanya\|{{#if:\|]]                        | Andreu Palop    |
| 29 | POR  | [[Fitxer:Flag of Spain.svg\|23x15px\|border \|alt=Espanya\|link=Selecció de futbol d'Espanya\|{{#if:\|]]                        | Jonathan        |
| 30 | DEF  | [[Fitxer:Flag of Spain.svg\|23x15px\|border \|alt=Espanya\|link=Selecció de futbol d'Espanya\|{{#if:\|]]                        | Manuel Cabezas  |
| 31 | MIG  | [[Fitxer:Flag of Spain.svg\|23x15px\|border \|alt=Espanya\|link=Selecció de futbol d'Espanya\|{{#if:\|]]                        | Miguel Albiol   |
| 38 | MIG  | [[Fitxer:Flag of Spain.svg\|23x15px\|border \|alt=Espanya\|link=Selecció de futbol d'Espanya\|{{#if:\|]]                        | Alex Pascual    |
| 38 | MIG  | [[Fitxer:Flag of Spain.svg\|23x15px\|border \|alt=Espanya\|link=Selecció de futbol d'Espanya\|{{#if:\|]]                        | José Braulio    |

### Deixaren l'equip a mitjan temporada
| N. | Pos. | Nac. | Jugador                                     |
| -- | ---- | --- | ------------------------------------------- |
| 27 | DEF  | [[Fitxer:Flag of Spain.svg\|23x15px\|border \|alt=Espanya\|link=Selecció de futbol d'Espanya\|{{#if:\|]]        | Curro Montoya (CD Numancia)                 |
| 16 | DEF  | [[Fitxer:Flag of Paraguay.svg\|23x15px\|border \|alt=Paraguai\|link=Selecció de futbol del Paraguai\|{{#if:\|]] | Ángel Roberto Amarilla (cedit al Getafe CF) |
| 13 | POR  | [[Fitxer:Flag of Spain.svg\|23x15px\|border \|alt=Espanya\|link=Selecció de futbol d'Espanya\|{{#if:\|]]        | Jorge Bartual (CD Tenerife)                 |

| N. | Pos. | Nac. | Jugador                        |
| -- | ---- | --- | ------------------------------ |
| 22 | MIG  | [[Fitxer:Flag of Spain.svg\|23x15px\|border \|alt=Espanya\|link=Selecció de futbol d'Espanya\|{{#if:\|]] | Líbero Parri (cedit al Elx CF) |
| 24 | MIG  | [[Fitxer:Flag of Spain.svg\|23x15px\|border \|alt=Espanya\|link=Selecció de futbol d'Espanya\|{{#if:\|]] | Gerardo (cedit a l'CA Osasuna) |

## La Lliga

### Partits
- Reial Madrid-València CF 2-1
- 0-1 Gaizka Mendieta  76' (pen.)
- 1-1 Raúl  78'
- 2-1 Luís Figo  85'
- València CF-RCD Mallorca 4-0
- 1-0 Gaizka Mendieta  30'
- 2-0 Gaizka Mendieta  50'
- 3-0 Vicente  63'
- 4-0 Juan Sánchez  69'
- CD Numancia-València CF 0-3
- 0-1 Juan Sánchez  76'
- 0-2 Juan Sánchez  83'
- 0-3 Vicente  85'
- València CF-UD Las Palmas 5-1
- 1-0 Juan Sánchez  22'
- 2-0 Zlatko Zahovič  25'
- 3-0 Juan Sánchez  60'
- 4-0 John Carew  64'
- 4-1 Thordur Gudjonsson  83'
- 5-1 Vicente  90'
- Villareal-València CF 1-1
- 0-1 Juan Sánchez  59'
- 1-1 Moisés  65'
- València CF-Reial Saragossa 1-0
- 1-0 Gaizka Mendieta  84'
- CA Osasuna-València CF 1-2
- 1-0 José Manuel Mateo  6'
- 1-1 César Cruchaga  18' (p.p.)
- 1-2 John Carew  85'
- València CF-Celta de Vigo 1-0
- 1-0 John Carew  66'
- RCD Espanyol-València CF 1-0
- 1-0 José Manuel Serrano  87'
- València CF-Rayo Vallecano 2-2
- 0-1 Elvir Bolić  24'
- 0-2 Míchel  53'
- 1-2 Gaizka Mendieta  62'
- 2-2 Diego Alonso  90'
- Alavés-València CF 1-1
- 1-0 Iván Alonso  67'
- 1-1 John Carew  78'
- València CF-Reial Oviedo 2-0
- 1-0 Gaizka Mendieta  51' (pen.)
- 2-0 Kily González  64'
- Reial Valladolid-València CF 0-0
- València CF-Reial Societat 2-0
- 1-0 John Carew  67'
- 2-0 Juan Sánchez  88'
- València CF-Màlaga CF 2-0
- 1-0 John Carew  42'
- 2-0 Rubén Baraja  73'
- Athletic Club-València CF 1-1
- 1-0 Josu Urrutia  14'
- 1-1 John Carew  85'
- València CF-Racing Santander 1-0
- 1-0 John Carew  45'
- Deportivo-València CF 2-0
- 1-0 Walter Pandiani  89'
- 2-0 Roy Makaay  90'
- València CF-FC Barcelona 0-1
- 0-1 Frank de Boer  7'
- València CF-Reial Madrid 0-1
- 0-1 Raúl  82'
- RCD Mallorca-València CF 2-2
- 1-0 Samuel Eto'o  17'
- 1-1 Rubén Baraja  68'
- 1-2 Gaizka Mendieta  75'
- 2-2 Albert Luque  90'
- València CF-CD Numancia 3-0
- 1-0 Juan Sánchez  17'
- 2-0 Gaizka Mendieta  41'
- 3-0 Diego Alonso  80'
- UD Las Palmas-València CF 0-2
- 0-1 Juan Sánchez  18'
- 0-2 Pablo Aimar  88'
- València CF-Vila-real CF 3-1
- 1-0 John Carew  18'
- 1-1 Quique Álvarez  35'
- 2-1 John Carew  47'
- 3-1 John Carew  84'
- València CF-CA Osasuna 1-0
- 1-0 Kily González  78'
- Celta de Vigo-València CF 3-2
- 0-1 Juan Sánchez  31'
- 1-1 Valery Karpin  51' (pen.)
- 2-1 Valery Karpin  60' (pen.)
- 3-1 Valery Karpin  65'
- 3-2 Vágner  89' (p.p.)
- València CF-RCD Espanyol 0-1
- 0-1 Raúl Tamudo  52'
- Rayo Vallecano-València CF 1-4
- 0-1 Roberto Ayala  43'
- 0-2 Kily González  49'
- 0-3 Vicente  73'
- 1-3 Luis Cembranos  77'
- 1-4 Juan Sánchez  85'
- València CF-Alavés 1-2
- 0-1 Gaizka Mendieta  7' (p.p.)
- 1-1 Vicente  15'
- 1-2 Dan Eggen  74'
- Reial Oviedo-València CF 0-0
- València CF-Reial Valladolid 1-0
- 1-0 Juan Sánchez  64'
- Reial Societat-València CF 1-2
- 0-1 Zlatko Zahovič  67'
- 1-1 Aranzábal  75' (pen.)
- 1-2 Pablo Aimar  83'
- Màlaga CF-València CF 3-0
- 1-0 Julio Dely Valdés  22'
- 2-0 Julio Dely Valdés  39'
- 3-0 Julio Dely Valdés  77' (pen.)
- València CF-Athletic Club 1-0
- 1-0 Zlatko Zahovič  90'
- Racing Santander-València CF 1-1
- 1-0 Javier Mazzoni  49'
- 1-1 Gaizka Mendieta  90'
- València CF-Deportivo 0-1
- 0-1 Roy Makaay  69'
- FC Barcelona-València CF 3-2
- 1-0 Rivaldo  4'
- 1-1 Rubén Baraja  25'
- 2-1 Rivaldo  45'
- 2-2 Rubén Baraja  47'
- 3-2 Rivaldo  89'

### Topscorers
- Juan Sánchez 12
- John Carew 11
- Gaizka Mendieta 9
- Vicente 5
- Rubén Baraja 4

## Champions League

### Classificació
- Tirol Innsbruck-València CF 0-0
- València CF-Tirol Innsbruck 4-1
- 1-0 Gaizka Mendieta  22'
- 2-0 Diego Alonso  45'
- 3-0 Gaizka Mendieta  53' (pen.)
- 4-0 Diego Alonso  63'
- 4-1 Radosław Gilewicz  66'

### Primera fase de grups
- València CF-Olympiakos FC 2-1
- 1-0 Rubén Baraja  36'
- 2-0 Diego Alonso  45'
- 2-1 Predrag Đorđević  74'
- SC Heerenveen-València CF 0-1
- 0-1 Kily González  38'
- València CF-Olympique de Lió 1-0
- 1-0 Zlatko Zahovič  79'
- Olympique de Lió-València CF 1-2
- 0-1 Juan Sánchez  45'
- 0-2 Rubén Baraja  86'
- 1-2 Steve Marlet  90'
- Olympiakos FC-València CF 1-0
- 1-0 Predrag Đorđević  65' (pen.)
- València CF-SC Heerenveen 1-1
- 1-0 Diego Alonso  10'
- 1-1 Ronnie Venema  37'

### Segona fase de grups
- València CF-Sturm Graz 2-0
- 1-0 John Carew  45'
- 2-0 Juan Sánchez  47'
- Panathinaikos FC-València CF 0-0
- València CF-Manchester United FC 0-0
- Manchester United FC-València CF 1-1
- 1-0 Andy Cole  12'
- 1-1 Wes Brown  88' (p.p.)
- Sturm Graz-València CF 0-5
- 0-1 Roberto Ayala  5'
- 0-2 John Carew  50'
- 0-3 Kily González  60'
- 0-4 Diego Alonso  87'
- 0-5 Diego Alonso  90'
- València CF-Panathinaikos FC 2-1
- 0-1 Angelos Basinas  27' (pen.)
- 1-1 Juan Sánchez  39'
- 2-1 Jocelyn Angloma  74'

### Quarts de Final
- Arsenal FC-València CF 2-1
- 0-1 Roberto Ayala  41'
- 1-1 Thierry Henry  58'
- 2-1 Ray Parlour  60'
- València CF-Arsenal FC 1-0
- 1-0 John Carew  75'

### Semi Final
- Leeds-València CF 0-0
- València CF-Leeds 3-0
- 1-0 Juan Sánchez  15'
- 2-0 Juan Sánchez  46'
- 3-0 Gaizka Mendieta  52'

### Final
- Bayern de Múnic-València CF 1-1, 5-4 pen
- 0-1 Gaizka Mendieta  3' (pen.)
- 1-1 Stefan Effenberg  50' (pen.)